# 美麗蹺家人
《美麗蹺家人》（英語：Sweet Home Alabama）是2002年美國的一部喜劇電影。導演是Andy Tennant，主演是瑞茜·威瑟斯彭、喬許·盧卡斯和派屈克·丹普西。

## 外部連結
- 互联网电影数据库（IMDb）上《Sweet Home Alabama》的资料（英文）